# Ocupación de Constantinopla
La ocupación de Constantinopla (del turco İstanbul'un İşgali) (12 de noviembre de 1918-4 de octubre de 1923) fue la ocupación de la capital del Imperio otomano (actualmente Estambul) por tropas del Reino Unido, Francia e Italia. Se llevó dentro de los acuerdos del Armisticio de Mudros, lo cual acabó con la partición del Imperio otomano después de terminar la Primera Guerra Mundial. Las primeras tropas francesas entraron en la ciudad el 12 de noviembre de 1918, seguidas por tropas británicas al siguiente día. Las tropas italianas aterrizaron en Gálata el 7 de febrero de 1919.
Las tropas aliadas ocuparon zonas que se basaron en las secciones que constituyeron Constantinopla y crearon una administración militar en diciembre de 1918, cuando la ciudad cambió de manos por primera vez desde la Caída de Constantinopla en 1453. La ocupación tuvo dos fases: la ocupación inicial que ocurrió según el Armisticio y duró hasta el 16 de marzo de 1920, a partir de cuando la ocupación se hizo más duradero por el Tratado de Sèvres, hasta que el mismo fue reemplazado por el Tratado de Lausana, firmado el 2 de julio de 1923. La ocupación de los griegos en esta ciudad, y otra en Esmirna, movilizaron el establecimiento del Movimiento Nacional turco y la Guerra de Independencia turca. Las últimas tropas aliadas salieron de la ciudad el 4 de octubre de 1923 y las primeras tropas del Movimiento Nacional turco entraron el 6 de octubre de 1923.

## Trasfondo

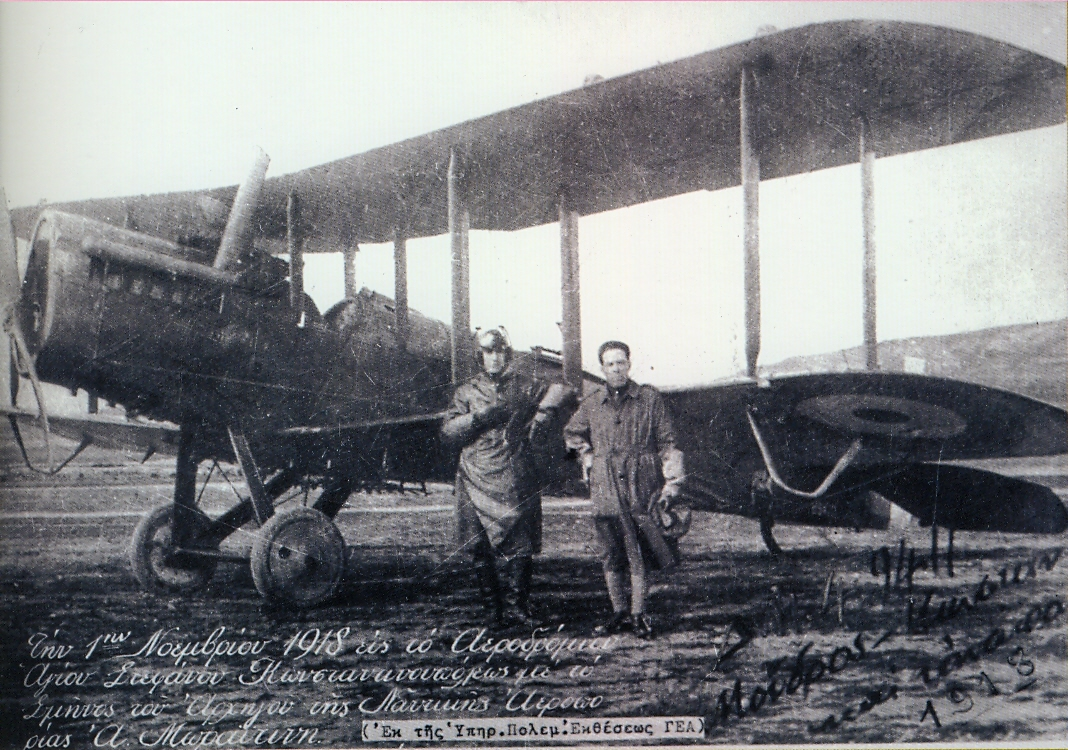
Aviadores griegos en el aeródromo de San Stefano después del Armisticio de Mudros.

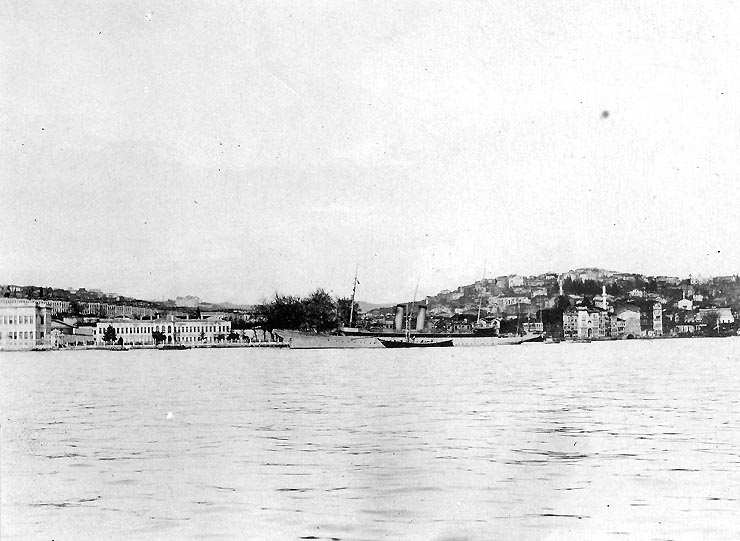
El USS Noma (SP-131) ante el Palacio de Dolmabahçe en 1920.

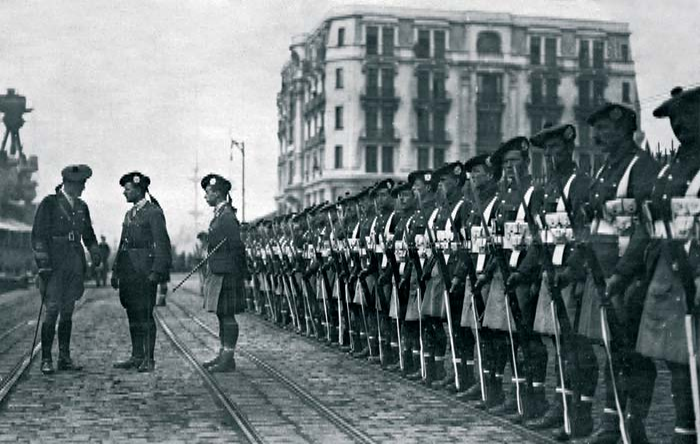
Fuerzas británicas ocuparon el puerto de Karaköy. El edificio en el trasfondo es la sede central de las Líneas Marítimas Turcas.

Se estima que la población de Constantinopla en 1920 era de entre 800 000 y 1 200 000 habitantes después de haber recolectado estadísticas de los cuerpos religiosos. La incertidumbre en los números refleja los refugiados de guerra que no fueron contados y disputas sobre cuales eran los límites de la ciudad. La mitad o menos de la mitad de las personas contadas fueron musulmanes y de los demás, la mayoría fueron ortodoxas griegas, ortodoxas armenias y judíos. Antes de la guerra mundial Constantinopla tenía un gran número de europeos occidentales.

### Legalidad de la ocupación
El Armisticio de Mudros, hecho que marcó el fin de la Primera Guerra Mundial para el Imperio otomano, menciona la ocupación de la fortaleza del Bósforo y la fortaleza de los Dardanelos. El 30 de octubre de 1918, el almirante Somerset Gough-Calthorpe, signatario británico y sicario durante la Guerra de Independencia turca, explicó que la posición de la Triple Entente fue que no tenía intención de desmantelar el gobierno o ponerlo bajo ocupación militar para encargarse de Constantinopla. Esta promesa verbal y la falta de mencionar la ocupación de la ciudad en el armisticio no cambiaron las realidades para el Imperio otomano. Somerset Gough-Calthorpe puso la posición británica como «ningún tipo de favores de cualquier tipo a turco alguno, para no adquieran ninguna clase de esperanza».
Los otomanos regresaron a su capital, Constantinopla, con una carta personal de Calthorpe a Rauf Orbay, en la cual prometió por parte del gobierno británico que solo se usarían tropas británicas y francesas en la ocupación de las fortificaciones del estrecho. Unas pocas tropas otomanas se podrían quedar en las áreas ocupadas como símbolo de la soberanía. La ocupación fue ilegal hasta el 16 de febrero de 1920 cuando los aliados intentaron encontrar una base legal para justificar la ocupación.

### Posición del Sultán
Según Sir Horace Rumbold, el embajador británico en Constantinopla (1920–1924), el sultán Mehmed VI nunca había ni entendido ni aceptado el kemalismo, la perspectiva nacional del Movimiento Nacional turco.